# 깃대돔
깃대돔(Zanclus cornutus)은 양쥐돔목에 속하는 조기어류 바다 물고기의 일종이다. 깃대돔과(Zanclidae)와 깃대돔속(Zanclus)의 유일종이다. 인도-태평양 전역에 널리 분포하며, 열대와 아열대 암초와 석호에서 서식한다. 나비고기과의 두동가리돔속에 속하는 상당수 종들과 많이 닮았다.

## 계통 분류
다음은 베탕쿠르(Betancur) 등의 연구에 기초한 계통 분류이다.
|  | 루바르과                                              |
|  |                                                       |
|  | \| \| 깃대돔과 \| \| \| \| \| \| 양쥐돔과 \| \| \| \| |
|  |                                                       |
|  | 깃대돔과                                              |
|  |                                                       |
|  | 양쥐돔과                                              |
|  |                                                       |

|  | 깃대돔과 |
|  |          |
|  | 양쥐돔과 |
|  |          |